# Campionat del Món de Trial indoor 1998
|  | Per al campionat del món a l'aire lliure d'aquell any, vegeu Campionat del Món de Trial 1998 |

La temporada de 1998 del Campionat del Món de Trial indoor fou la 6a edició d'aquest campionat, organitzat per la FIM. El calendari oficial constava de 7 proves puntuables, celebrades entre el 3 de gener i el 8 de març. Una de les proves destacades va ser el Trial Indoor de Barcelona, disputat el 8 de febrer. Aquell va ser el primer any que el campionat s'anomenà oficialment FIM Indoor Trial World Championship.
Dougie Lampkin va guanyar el segon dels seus cinc títols mundials indoor consecutius, com l'any anterior, per davant de Marc Colomer. L'anglès va dominar clarament el campionat, amb un total de cinc victòries a les set proves puntuables, mentre que Colomer no en va guanyar cap (les altres dues victòries se les van repartir Steve Colley, tercer classificat i David Cobos, quart).

## Sistema de puntuació
| Posició | 1  | 2  | 3  | 4  | 5  | 6  | 7 | 8 | 9 | 10 |
| Punts   | 20 | 17 | 15 | 13 | 11 | 10 | 9 | 8 | 7 | 6  |

## Calendari
| Ronda | Data         | Prova         | Lloc      | Guanyador      |
| ----- | ------------ | ------------- | --------- | -------------- |
| 1     | 3 de gener   | Gran Bretanya | Sheffield | Dougie Lampkin |
| 2     | 10 de gener  | Alemanya      | Coblença  | Dougie Lampkin |
| 3     | 1 de febrer  | Finlàndia     | Hèlsinki  | Dougie Lampkin |
| 4     | 5 de febrer  | França        | Tolosa    | Steve Colley   |
| 5     | 8 de febrer  | Espanya       | Barcelona | Dougie Lampkin |
| 6     | 20 de febrer | Àustria       | Viena     | Dougie Lampkin |
| 7     | 8 de març    | Espanya       | Madrid    | David Cobos    |

## Classificació final
| Posició | Pilot             | Motocicleta | Punts |
| ------- | ----------------- | ----------- | ----- |
| 1       | Dougie Lampkin    | Beta        | 126   |
| 2       | Marc Colomer      | Montesa     | 109   |
| 3       | Steve Colley      | Gas Gas     | 102   |
| 4       | David Cobos       | Gas Gas     | 90    |
| 5       | Amós Bilbao       | Gas Gas     | 88    |
| 6       | Graham Jarvis     | Scorpa      | 53    |
| 7       | Bruno Camozzi     | Gas Gas     | 23    |
| 8       | Takahisa Fujinami | Honda       | 15    |
| 9       | Kenichi Kuroyama  | Beta        | ?     |
| 10      | Marcel Justribó   | Gas Gas     | 10    |